# Premio Wolf per la chimica
Il premio Wolf per la chimica è un premio assegnato annualmente dalla fondazione Wolf. È una delle sei categorie dei premi Wolf riconosciuti dalla fondazione e assegnati dal 1978.

## Vincitori del premio Wolf per la chimica
| Anno      | Vincitore                                            | Nazionalità                       | Menzione |
| --------- | ---------------------------------------------------- | --------------------------------- | --- |
| 1978      | Carl Djerassi                                        | Austria / Stati Uniti             | per il suo lavoro nell'ambito della chimica biorganica, delle applicazioni a nuove tecniche spettroscopiche e per il suo supporto alla cooperazione internazionale |
| 1979      | Herman Mark                                          | Austria / Stati Uniti             | per i suoi contributi alla comprensione della struttura e del comportamento dei polimeri naturali e di sintesi |
| 1980      | Henry Eyring                                         | Messico / Stati Uniti             | per lo sviluppo della teoria della velocità di reazione assoluta e per le sue ingegnose applicazioni ai processi fisici e chimici |
| 1981      | Joseph Chatt                                         | Regno Unito                       | per i fondamentali contributi pionieristici alla chimica dei metalli di transizione di sintesi, e in particolar modo per lo studio dei loro idruri e dei loro complessi diazotati                                                                                          |
| 1982      | John Charles Polanyi                                 | Canada                            | per i suoi studi con dettagli senza precedenti delle reazioni chimiche attraverso lo sviluppo di tecniche di chemioluminescenza infrarossa e per aver previsto il laser chimico                                                                                            |
| 1982      | George C. Pimentel                                   | Stati Uniti                       | per lo sviluppo della spettroscopia in isolamento della matrice e per la scoperta della fotolisi laser e del laser chimico |
| 1983-1984 | Herbert S. Gutowsky                                  | Stati Uniti                       | per il suo lavoro pionieristico nello sviluppo e nell'applicazione della spettroscopia di risonanza magnetica nucleare nel campo della chimica |
| 1983-1984 | Harden M. McConnell                                  | Stati Uniti                       | per i suoi studi sulla struttura elettronica delle molecole attraverso la spettroscopia a risonanza paramagnetica elettronica e per l'introduzione e l'applicazione in campo biologico delle tecniche di analisi dello spin                                                |
| 1983-1984 | John S. Waugh                                        | Stati Uniti                       | per i suoi fondamentali contributi teorici e applicativi nel campo dell'imaging a risonanza magnetica ad alta risoluzione nei solidi |
| 1984-1985 | Rudolph A. Marcus                                    | Canada / Stati Uniti              | per i suoi contributi alla cinetica chimica e in particolar modo per le teorie delle reazioni unimolecolari e delle reazioni di trasferimento elettronico |
| 1986      | Elias James Corey                                    | Stati Uniti                       | per l'eccezionale ricerca sulla sintesi di molti prodotti naturali complessi e per aver mostrato nuovi modo di pensare nell'ambito di tali sintesi |
| 1986      | Albert Eschenmoser                                   | Svizzera                          | per l'eccezionale ricerca sulla sintesi, sulla stereochimica e sui meccanismi di reazione per la formazione di prodotti naturali, in particolar modo la vitamina B12 |
| 1987      | David C. Phillips David M. Blow                      | Regno Unito                       | per il loro contributo alla cristallografia a raggi X delle proteine e per aver chiarito la struttura degli enzimi e il loro meccanismo di azione |
| 1988      | Joshua Jortner Raphael David Levine                  | Israele                           | per i loro efficaci studi teorici che chiariscono i meccanismi dell'acquisizione di energia e della disposizione in sistemi di molecole e della dinamica selettiva e specifica                                                                                             |
| 1989      | Duilio Arigoni Alan R. Battersby                     | Svizzera Regno Unito              | per i loro fondamentali contributi nel chiarire i meccanismi delle reazioni enzimatiche e della biosintesi dei prodotti naturali, e in particolare dei pigmenti |
| 1990      | non assegnato                                        |                                   | |
| 1991      | Richard R. Ernst                                     | Svizzera                          | per i loro contributi rivoluzionari nel campo della spettroscopia NMR, e in particolare della trasformata di Fourier e della spettroscopia NMR bidimensionale |
| 1991      | Alexander Pines                                      | Rhodesia / Stati Uniti            | per i suoi contributi rivoluzionari alla spettroscopia NMR e in particolare alla spettroscopia NMR multiple-quantum e high-spin |
| 1992      | John Pople                                           | Regno Unito                       | per i suoi eccezionali contributi alla chimica teorica e in particolare allo sviluppo di metodi efficaci e largamente usati dai moderni metodi quanto-chimici |
| 1993      | Ahmed Hassam Zewail                                  | Egitto / Stati Uniti              | per aver iniziato lo sviluppo dei laser femtochimici. Usando laser e fasci molecolari, la femtochimica ha reso oggi possibile indagare l'evoluzione delle reazioni chimiche come esse avvengono realmente                                                                  |
| 1994-1995 | Richard Lerner Peter Schultz                         | Stati Uniti                       | per aver convertito anticorpi in enzimi, permettendo così la catalisi delle reazioni considerate impossibili da ottenere attraverso i classici processi chimici |
| 1995-1996 | Gilbert Stork Samuel J. Danishefsky                  | Stati Uniti                       | per aver progettato e sviluppato insolite reazioni chimiche che hanno aperto nuove strade nel campo della sintesi dei complessi di molecole, in particolare i polisaccaridi e molti altri composti di importanza biologica e medica                                        |
| 1996-1997 | non assegnato                                        |                                   | |
| 1998      | Gerhard Ertl Gábor Arpad Somorjai                    | Germania Ungheria                 | per i loro eccezionali contributi nel campo della scienza delle superfici e per aver chiarito i meccanismi fondamentali delle reazioni catalitiche eterogenee sulla superficie di un cristallo singolo                                                                     |
| 1999      | Raymond U. Lemieux                                   | Canada                            | per i suoi fondamentali e determinanti contributi allo studio e alla sintesi degli oligosaccaridi e per aver chiarito il loro ruolo nel riconoscimento molecolare nei sistemi biologici                                                                                    |
| 2000      | Frank Albert Cotton                                  | Stati Uniti                       | per aver aperto una fase totalmente nuova nella chimica dei metalli di transizione basata sulle coppie e sui cluster di atomi metallici direttamente connessi da legami singoli o multipli                                                                                 |
| 2001      | Henri B. Kagan Ryōji Noyori K. Barry Sharpless       | Francia Giappone Stati Uniti      | per il loro lavoro pionieristico, creativo ed essenziale nello sviluppo della catalisi asimmetrica per la sintesi di molecole chirali, aumentando enormemente l'abilità umana di creare nuovi prodotti di importanza teorica e pratica                                     |
| 2002-2003 | non assegnato                                        |                                   | |
| 2004      | Harry B. Gray                                        | Stati Uniti                       | per il pionieristico lavoro nel campo della chimica bio-inorganica, spiegando i curiosi principi della struttura e del trasferimento a lungo raggio degli elettroni nelle proteine                                                                                         |
| 2005      | Richard N. Zare                                      | Stati Uniti                       | per la loro ingegnosa applicazione delle tecniche laser nell'identificare meccanismi complessi tra le molecole e per il loro uso della chimica analitica |
| 2006-2007 | Ada Yonath George Feher                              | Israele Stati Uniti               | per le loro ingegnose scoperte sulla struttura del meccanismo ribosomico della formazione del legame peptide e per i processi di fotosintesi basati su impulsi luminosi |
| 2008      | William E. Moerner Allen Bard                        | Stati Uniti                       | per l'ingegnosa creazione di un nuovo campo della scienza, la spettroscopia e l'elettrochimica a molecola singola, con impatti a scala nanoscopica dal dominio delle cellule e delle molecole a quello dei sistemi materiali complessi                                     |
| 2009      | non assegnato                                        |                                   | |
| 2010      | non assegnato                                        |                                   | |
| 2011      | Stuart A. Rice Ching W. Tang Krzysztof Matyjaszewski | Stati Uniti Polonia / Stati Uniti | per un profondo e creativo contributo alla chimica nel campo della sintesi, delle proprietà e della comprensione dei materiali organici. |
| 2012      | A. Paul Alivisatos                                   | Stati Uniti                       | per il suo sviluppo del nanocristallo colloidale inorganico come un elemento costitutivo della nanoscienza e della produzione di un contributo fondamentale per controllare la sintesi di queste particelle, per misurare e capire le loro proprietà fisiche.              |
| 2012      | Charles M. Lieber                                    | Stati Uniti                       | per i suoi contributi seminali alla nanochimica e in particolare la sintesi di singoli-cristallini nanofili semiconduttori, la caratterizzazione delle proprietà fisiche fondamentali di nanofili e la loro applicazione per l'elettronica, la fotonica e la nanomedicina. |
| 2013      | Robert S. Langer                                     | Stati Uniti                       | per l'ideazione e l'attuazione della chimica dei polimeri i quali forniscono entrambi un sistema controllato del rilascio del farmaco e nuovi biomateriali. |
| 2014      | Chi-Huey Wong                                        | Taiwan                            | per i suoi numerosi ed originali contributi allo sviluppo di metodi innovativi per la sintesi programmabile ed applicata degli oligosaccaridi complessi e glicoproteine.                                                                                                   |
| 2015      | non assegnato                                        |                                   | |
| 2016      | Kyriacos Costa Nicolaou                              | Cipro/ Stati Uniti                | per gli avanzamenti nel campo della sintesi chimica agli estremi della complessità molecolare, collegando struttura e funzione, ed espandendo il nostro dominio all'interfaccia di chimica, biologia e medicina.                                                           |
| 2016      | Stuart Schreiber                                     | Stati Uniti                       | per la visione chimica di avanguardia della logica della trasduzione dei segnali e della regolazione genica che hanno portato a nuove ed importanti terapie, e per aver fatto avanzare la biologia chimica e la medicina attraverso la scoperta di micro sonde molecolari. |
| 2017      | Robert George Bergman                                | Stati Uniti                       | per la scoperta delle risposte di attivazione dei legami carbonio-idrogeno negli idrocarburi tramite composti organometallici solubili. |
| 2018      | Omar M. Yaghi                                        | Giordania Stati Uniti             | per il suo lavoro pionieristico nella chimica reticolare tramite Metal-Organic Frameworks (MOFs) e Covalent Organic Frameworks (COFs) |
| 2018      | Makoto Fujita                                        | Giappone                          | per aver concepito i principi dell'assemblaggio metallo-diretto che hanno portato ai composti altamente porosi |
| 2019      | Stephen L. Buchwald                                  | Stati Uniti                       | per il loro lavoro pionieristico nello sviluppo delle procedure di transizione del metallo catalizzato, largamente applicabili e che permettono la costruzione di legami degli eteroatomi del carbonio di ogni genere con un grado di efficienza e precisioni prima ignoti |
| 2019      | John F. Hartwig                                      | Stati Uniti                       | per il loro lavoro pionieristico nello sviluppo delle procedure di transizione del metallo catalizzato, largamente applicabili e che permettono la costruzione di legami degli eteroatomi del carbonio di ogni genere con un grado di efficienza e precisioni prima ignoti |
| 2020      | non assegnato                                        |                                   | |
| 2021      | Leslie Leiserowitz Meir Lahav                        | Israele                           | per aver stabilito in modo collaborativo le influenze reciproche fondamentali della struttura molecolare tridimensionale sulle strutture dei cristalli organici |
| 2022      | Bonnie Bassler Carolyn R. Bertozzi Benjamin Cravatt  | Stati Uniti                       | per i loro contributi seminali alla comprensione della chimica della comunicazione cellulare e all'invenzione di metodologie chimiche per lo studio del ruolo dei carboidrati, dei lipidi e delle proteine in tali processi biologici                                      |
| 2023      | Chuan He                                             | Stati Uniti                       | per aver scoperto la metilazione reversibile dell'RNA e il suo ruolo nella regolazione dell'espressione genica |
| 2023      | Hiroaki Suga                                         | Giappone                          | per lo sviluppo di catalizzatori a base di RNA che hanno rivoluzionato la scoperta dei peptidi bioattivi |
| 2023      | Jeffery W. Kelly                                     | Stati Uniti                       | per aver sviluppato una strategia clinica per migliorare l'aggregazione proteica patologica |
| 2024      | non assegnato                                        |                                   | |
| 2025      | Helmut Schwarz                                       | Germania                          | per la quantificazione di specie reattive in fase gassosa per risolvere problemi fondamentali nella catalisi |